# 아기배달부 스토크
《아기배달부 스토크》(영어: Storks 스토크스[*])는 2016년 공개된 미국의 애니메이션 영화이다. 워너 애니메이션 그룹, 랫팩-듄 엔터테인먼트, 스톨러 글로벌 솔루션스가 제작하였다. 니컬러스 스톨러와 더그 스위틀랜드가 감독을 맡았으며, 스톨러는 각본에도 참여하였다.
2016년 9월 17일 로스앤젤레스에서 초연되었으며, 9월 23일에 미국에서 3D와 아이맥스 포맷으로 공개되었다.

## 성우진
- 앤디 샘버그 : 주니어 역
- 케이티 크라운 : 튤립 역
- 켈시 그래머 : 헌터 역
- 제니퍼 애니스턴 : 사라 역
- 타이 버렐 : 헨리 역
- 앤턴 스타크먼 : 네이트 역
- 키건마이클 키 : 알파 늑대 역
- 조던 필 : 베타 늑대 역
- 대니 트레호 : 재스퍼 역
- 스티븐 크레이머 글리크먼 : 비둘기 토디 역